# Північна кайманова ящірка
Північна кайманова ящірка (Dracaena guianensis) — представник роду кайманових ящірок родини Теїд.

## Опис
Загальна довжина сягає до 1,2 м. Голова досить велика з потужними щелепами. Тулуб великий, на спині розташовано декілька рядків великих рогових горбиків, хвіст досить довгий з подвоєним лускатим гребінцем, який нагадує каймана. Колір шкіри буруватий, коричнюватий, зеленуватий зі світлими смугами. Голова має червоний або помаранчевий колір. 

## Спосіб життя
Ці ящірки полюбляють болотисті місцини, затоплені ліси. Дуже добре плавають та пірнають. Гарно лазять по деревах і скелях, на яких часто гріються на сонці. Харчуються равликами, дрібною рибою, водяними комахами. 
Це яйцекладні тварини. Самиця відкладає 2 яйця, часто у залишені термітники.

## Розповсюдження
Мешкають у Колумбії, Перу, Еквадорі, Бразилії, Гвіані, інколи трапляються у Суринамі та Гаяні.